# Rivian
Rivian è una casa automobilistica e un'azienda statunitense specializzata in tecnologia automobilistica fondata nel 2009. Sviluppa veicoli, prodotti e servizi relativi al trasporto sostenibile e dispone di strutture a Plymouth nel Michigan, a Normal nell'Illinois, a San Jose e Irvine in California e nel Regno Unito. Nel 2017 la Rivian ha annunciato la costruzione di un SUV elettrico e di un pick-up elettrico su una piattaforma che i dirigenti sostengono possa essere modificata per i veicoli futuri o adottata da altre aziende, entrambi i veicoli saranno semi-autonomi e progettati per la guida sia su strada che fuoristrada.

## Storia
La società è stata fondata il 4 aprile 2009 dal CEO Robert "RJ" Scaringe, laureato al Massachusetts Institute of Technology con un dottorato in ingegneria meccanica. Dopo essere stata battezzata Avera Automotive e poi Rivian Automotive, la società ha iniziato a concentrarsi su veicoli elettrici autonomi a partire dal 2011. La Rivian ha beneficiato di un grande investimento ed è cresciuta in modo significativo nel 2015, aprendo strutture di ricerca nel Michigan e nella Bay Area. Trasferita la sede centrale a Livonia nel Michigan, per essere più vicina ai fornitori chiave, la Rivian ha iniziato a dedicarsi esclusivamente ai veicoli elettrici autonomi, costruendo in particolare un "intero ecosistema" di prodotti correlati. Ha anche iniziato ad orientare i suoi prototipi verso i mercati delle auto "per il trasporto privato e senza conducente".

Un prototipo del 2011 della Rivian, presentato da Scaringe

Nel settembre 2016 è stato reso noto che la Rivian stava negoziando l'acquisto di un impianto di produzione precedentemente di proprietà della Mitsubishi a Normal, nell'Illinois. Nel gennaio 2017 ha acquistato lo stabilimento e i relativi macchinari per 16 milioni di dollari, trasformandolo nel proprio impianto di produzione nordamericano principale. L'acquisizione da parte di Rivian di una struttura quasi pronta per la produzione anziché la costruzione di una nuova fabbrica è stata paragonata all'acquisizione di Tesla dello stabilimento NUMMI in California. La società ha ricevuto una sovvenzione di 1 milione di dollari e una riduzione fiscale quinquennale da Normal, subordinata al raggiungimento degli obiettivi occupazionali e all'investimento di 40,5 milioni di dollari in cinque anni. Rivian ha anche ricevuto dal governo statale 49,5 milioni di dollari in crediti fiscali, vincolati al raggiungimento degli obiettivi occupazionali e dall'investimento di almeno 175 milioni di dollari nel sito entro il 2024.
Alla fine del 2016 Rivian aveva circa 100 dipendenti, cresciuti a 160 nell'agosto 2017. La Sumitomo Corporation ha effettuato nel dicembre 2017 un "investimento strategico" nella Rivian, la quale ha comunicato che i suoi prototipi alfa erano completati e in fase di test. Sempre in quel mese, la società ha rivelato i suoi primi due prodotti: un pick-up elettrico a cinque posti e un SUV elettrico a sette posti, provvisoriamente denominati rispettivamente A1T e A1C. Entrambi i veicoli sono stati presentati al salone dell'auto di Los Angeles nel novembre 2018, mentre l'inizio della produzione era previsto nel 2020 con il pick-up lanciato sul mercato per primo. Entrambi i veicoli sono stati descritti come adatti al fuoristrada e semi-autonomi. In occasione della presentazione l'azienda ha delineato un piano per la sua prossima generazione di modelli completamente autonomi.
La Rivian aveva 250 dipendenti all'inizio del 2018. Nel maggio 2018 la società ha ottenuto un prestito di 200 milioni di dollari dalla Standard Chartered Bank, portando il totale dei fondi raccolti a 450 milioni di dollari. Tra gli investitori di quel periodo c'era la Abdul Latif Jameel. Nel febbraio 2019 Rivian contava 750 dipendenti in Michigan, Illinois, California e Regno Unito. Circa 50 di questi dipendenti erano nello stabilimento di Normal, ponendo l'azienda in anticipo rispetto ai suoi obiettivi locali di creazione di posti di lavoro.
Nel febbraio 2019 Amazon ha annunciato che avrebbe investito 700 milioni di dollari nella Rivian. A giugno 2019 l'azienda aveva oltre 1000 dipendenti.
Nel settembre 2019 la Cox Automotive ha investito 350 milioni di dollari nella Rivian, portando il totale raccolto nel 2019 a 1,5 miliardi di dollari. La Rivian rimane indipendente, ma Cox Automotive ha pattuito di aggiungere un proprio rappresentante in consiglio di amministrazione come parte dell'investimento.
Sempre nel settembre 2019, Amazon ha ordinato alla Rivian 100.000 furgoni elettrici, come parte del suo piano per convertire la sua flotta per le consegne al 100% in energia rinnovabile entro il 2030. La consegna dei veicoli inizierà nel 2021, Amazon ha previsto di avere 10.000 furgoni elettrici in funzione entro il 2022.
La Rivian ha raccolto un capitale di 2,85 miliardi di dollari nel corso del 2019 attraverso quattro importanti investimenti, tra cui un investimento di 500 milioni di dollari da parte di Ford che "prevede di utilizzare la piattaforma Rivian per un nuovo veicolo elettrico a batteria", è stato inoltre annunciato nel mese di dicembre un giro di investimenti di 1,3 miliardi di dollari guidato dalla T. Rowe Price per mettere in produzione il pick-up R1T e il SUV R1S entro la fine del 2020.
Le consegne del pick-up R1T e della Suv R1S, previste nel corso del 2020, sono state posticipate al 2021 a causa della pandemia di COVID-19 che ha portato all'arresto delle attività nella fabbrica di Normal. Nel corso del 2022 è prevista la produzione del veicolo elettrico in collaborazione con Ford, sviluppato per il marchio premium Lincoln.
Attualmente la situazione debitoria dell'azienda è piuttosto elevata (perde circa 33000 $ per ogni pick-up venduto).

## Prodotti

### Veicoli elettrici

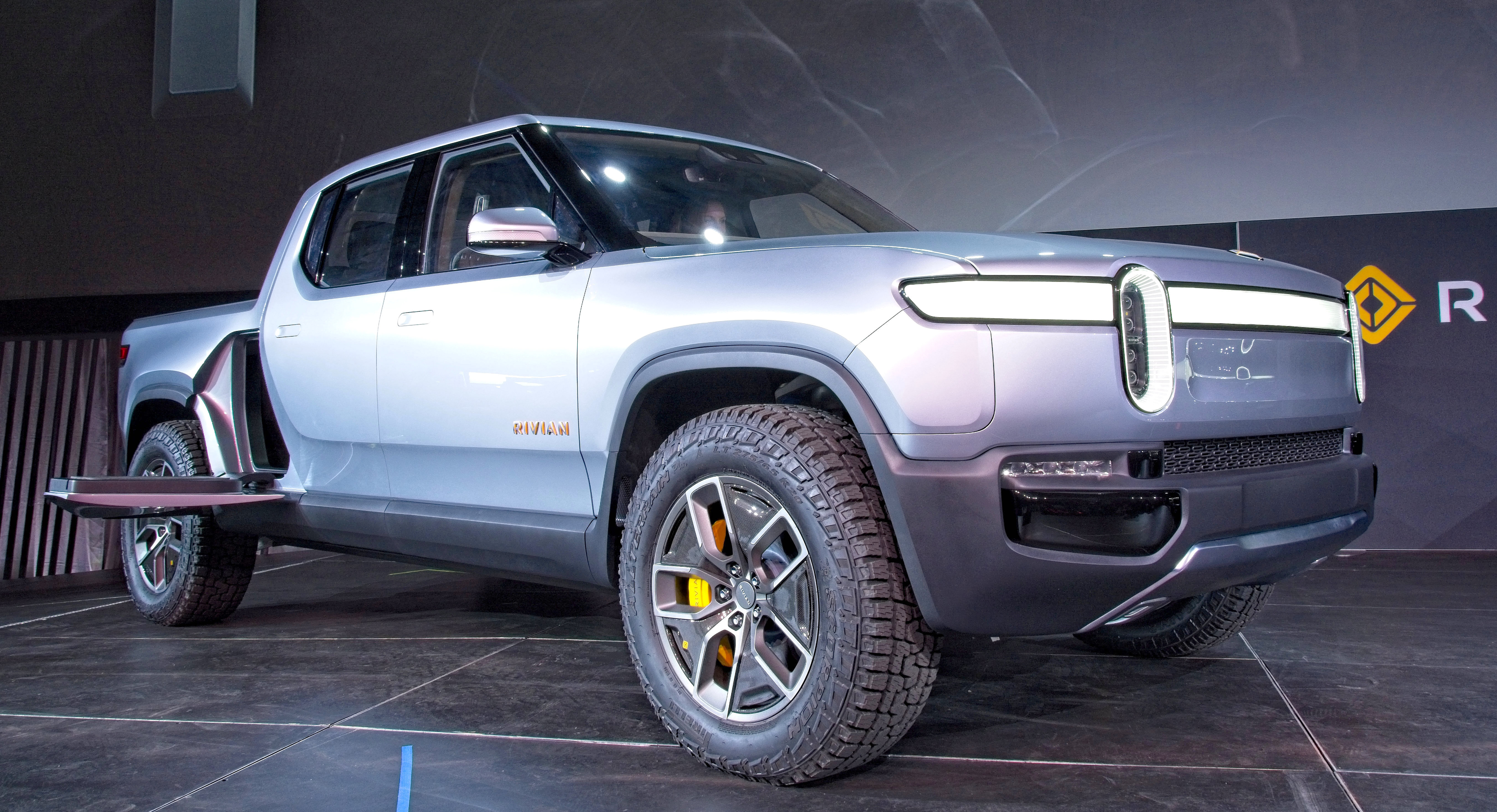
Il pick-up R1T al Salone dell'automobile di Los Angeles 2018

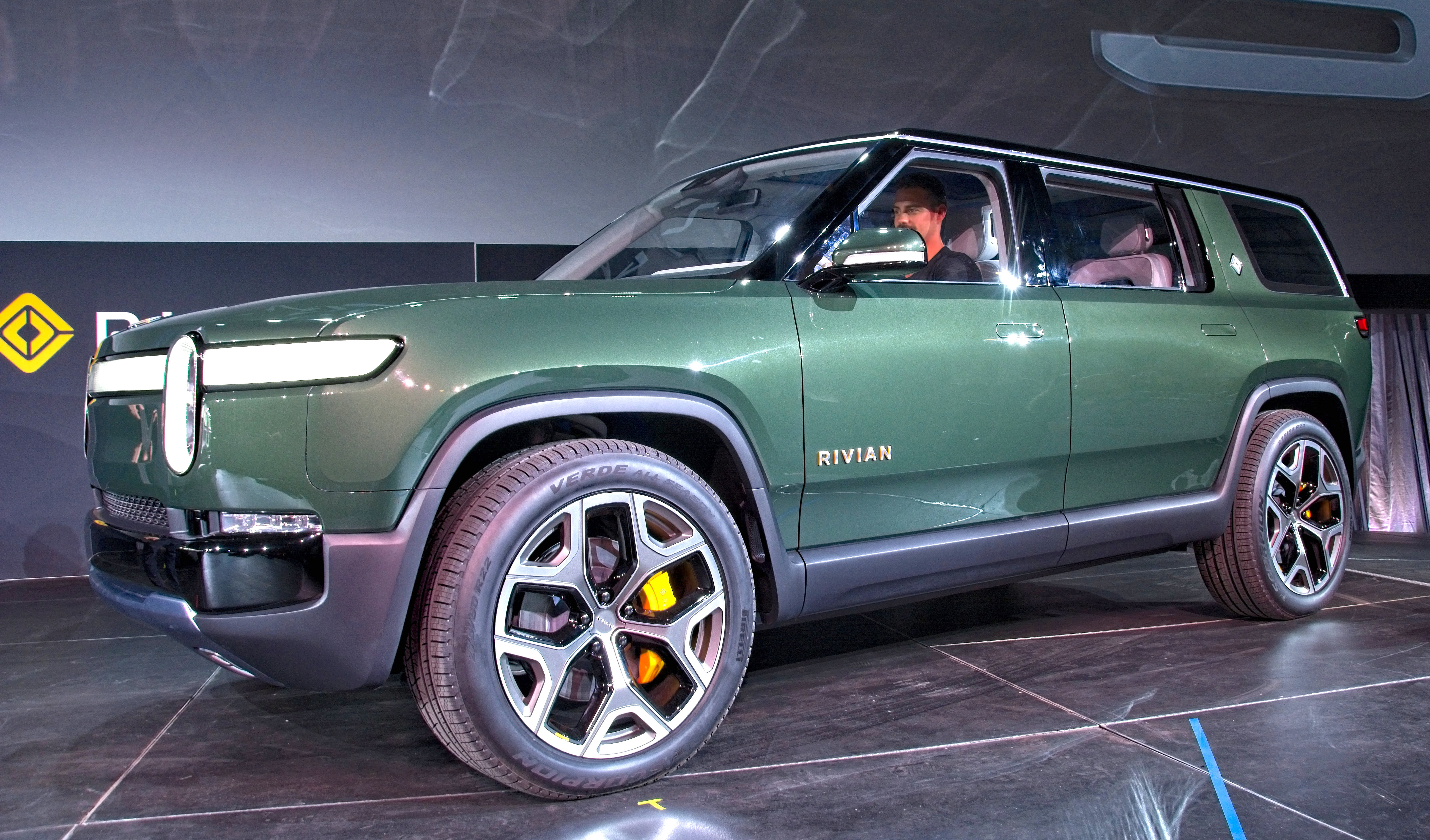
La SUV R1S al Salone dell'automobile di Los Angeles 2018

Nel maggio 2018 la Rivian ha dichiarato di aver battezzato il futuro pick-up con il nome di in codice A1T e il SUV con il codice A1C. A novembre 2018 il pick-up e il SUV sono stati rinominati in R1T e R1S. Progettati per essere adatti al fuoristrada, entrambi i modelli hanno un'altezza da terra di 35,5 cm. Dai primi test il pick-up sarebbe in grado di compiere lo scatto da 0 a 100 km/h in meno di 3 secondi, di superare guadi profondi fino a 1,1 m e di scalare una pendenza di 45 gradi. Le auto sono predisposte per la guida autonoma di livello 3 e hanno funzionalità extra come il sistema automatico di backup del rimorchio. Secondo Engadget, "i modelli più costosi raggiungeranno circa 450 miglia di autonomia con una carica e saranno dotati del motore elettrico da 800 CV che, a detta di Scaringe, avrebbe battuto le supercar italiane". La velocità massima di R1T è autolimitata a 200 km/h. La Rivian ha affermato che sta progettando dei veicoli per facilitare il "car-sharing" con le loro caratteristiche di autonomia.
| Specifiche tecniche di R1T e R1S | Specifiche tecniche di R1T e R1S | Specifiche tecniche di R1T e R1S | Specifiche tecniche di R1T e R1S |
| -------------------------------- | -------------------------------- | -------------------------------- | -------------------------------- |
| Batteria                         | 105 kWh                          | 135 kWh                          | 180 kWh                          |
| Potenza                          | 300 kW (402 CV)                  | 562 kW (754 CV)                  | 522 kW (700 CV)                  |
| Coppia                           | 560 Nm                           | 1120 Nm                          | 1120 Nm                          |
| Autonomia (R1T)                  | 370+ km                          | 480+ km                          | 640+ km                          |
| Autonomia (R1S)                  | 390+ km                          | 500+ km                          | 660+ km                          |
| Velocità massima                 | 201 km/h                         | 201 km/h                         | 201 km/h                         |
| Accelerazione 0–100 km/h         | 4,9 s                            | 3 s                              | 3.2 s                            |

### Telaio e batterie
Grazie ad una piattaforma elettrica condivisa, i progetti R1T e R1S miravano a condividere il 91% delle componenti a partire dal 2018. Il telaio include sistemi di frenatura, sospensioni e sistemi di raffreddamento con la batteria posta al centro. Rivian ha definito il proprio telaio uno "skateboard" per via della forma relativamente piatta e del baricentro basso, caratteristiche che lo rendono semplice da adattare a varie tipologie di scocca. La Rivian ha intenzione di concedere in licenza la sua piattaforma elettrica ad altri produttori come base di progettazione per automobili e altri macchinari elettrici.